# ニコラ・デュヴォシェル
ニコラ・デュヴォシェル（Nicolas Duvauchelle、1980年3月27日 - ）はフランス・パリ出身の俳優。

## 来歴
薬剤師になるために薬学を学んでいたがエージェントに見出されて1999年に映画デビュー。また、リーバイスやヒューゴ・ボスのモデルとしても活躍している。
2005年にリュディヴィーヌ・サニエとの間に娘が生まれている。

## 主な出演作品
- さよならS Le Petit voleur (1999)
- ガーゴイル Trouble Every Day (2001)
- スノーボーダー Snowboarder (2003)
- 情痴 アヴァンチュール Une Aventure (2005)
- アヴリルの恋 Avril (2006)
- 屋敷女 A l'interieur (2007)
- パリ警視庁:未成年保護部隊 Polisse (2011)
- ダリダ〜あまい囁き〜 Dalida (2016)